# Bombardí
El bombardí és un instrument musical que pertany a la família del vent metall, amb tub cònic i amb veu en l'extensió de baríton- tenor. És un instrument de construcció cònica, a diferència de la trompeta o el trombó, que són de construcció cilíndrica. El so es produeix per la vibració dels llavis de l'intèrpret en la part anomenada boqueta, i el registre produït és gràcies a l'estructuració pròpia de l'instrument, que depèn de la pressió dels llavis de l'instrumentista; genera una successió de notes anomenades harmònics, i mitjançant el sistema mecànic que incorpora (vàlvules rotatives o cilindres, o bé el sistema de pistons: qualsevol sistema funciona amb el mateix objectiu) genera totes les notes d'una escala musical. La paraula euphonium ve de la paraula grega "euphonos", que significa "que sona bé o “veu dolça". La persona que toca el bombardí s'anomena eufonista o bombardinista.

## Construcció

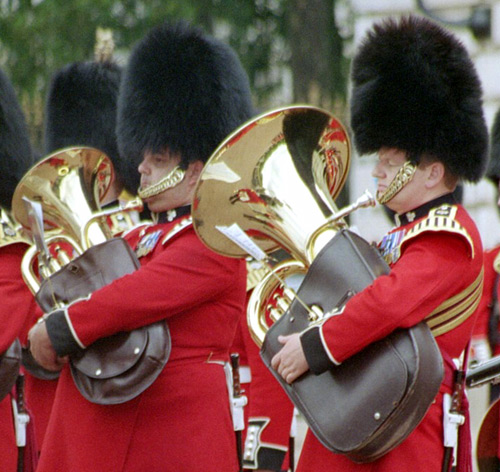
Un bombardí(esquerra) i una tuba (dreta), els dos instruments més greus amb construcció cònica

El bombardí està construït en Si bemoll de concert, és a dir, que al no pressionar cap pistó, el bombardí reproduirà notes harmòniques de Si bemoll. A l'Amèrica Llatina i Nord-americana, la música pel bombardí s'escriu en clau de fa en tonalitat de concert (és a dir, sense transposar), però en la música per bandes de concert o bandes simfòniques, és comú que les parts del bombardí estiguin escrites en Clau de Sol, transportant cap a baix una novena major. En la tradició europea de les bandes de metalls, principalment en el Regne Unit, la música pel bombardí també s'escriu així. En el continent europeu les parts per bombardí estan, de vegades, escrites en Clau de Fa però una segona major més aguda que el to del so.
Els models professionals inclouen el joc dels tres pistons d'acció superior més un quart pistó, normalment trobat a la meitat d'espai cap a baix en la tercera bomba d'afinació. Els models per principiants només tenen tres pistons i els models intermedis per a estudiants tenen quatre pistons d'acció superior.
El bombardí té un registre extens, les notes més greus que es poden obtenir depenen del joc de pistons que tingui l'instrument. Tots els tipus de bombardí arriben bé fins al Mi que està una línia addicional a baix del pentagrama, però els instruments de quatre pistons poden arribar fins del Do que està a baix de tot del pentagrama. Els instruments sense sistema de compensació pateixen de desafinació del Mi bemoll baix fins al Do. Els instruments amb sistema de compensat no pateixen aquests problemes i arriben fins al Do. Els instruments amb sistema de compensat no pateixen aquests problemes i arriben fins a un Si natural baix el pentagrama. Des del Si bemoll baix, la Clau de fa en endavant, està en el "registre pedal". És fàcilment produït en el bombardí en comparació amb altres instruments de vent metall. La nota més greu produïda en els instruments amb sistema de compensat és BBB, sis línies sota la clau de Fa. Com tots els altres instruments de tub cònic, el fliscorn, la trompa i la tuba, el tub del bombardí incrementa gradualment en diàmetre, fent un so gentil i suau comparat amb el d'altres instruments de tub cilíndric com la trompeta o el trombó.
La digitació al bombardí és la mateixa que en la trompeta o en la tuba. És molt difícil pels estudiants, principalment els de secundària, aconseguir un so ric molt característic del bombardí, per culpa, en part dels models per principiants que s'utilitzen en les escoles.

### Models més populars

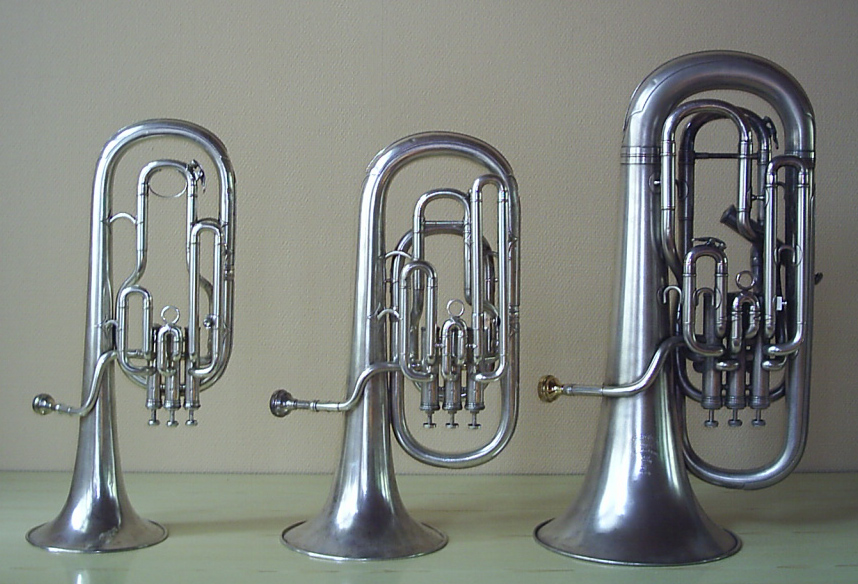
D'esquerra a dreta, trompa alto, bombardí baríton i bombardí

.Generalitzant, els models professionals de bombardí més populars al Regne Unit són el Besson Prestige i el Sovereign. El més popular als Estats Units són el Wilson 2900 i el 2950. Ens els dos casos, aquests models han guanyat popularitat gràcies a l'ús i la publicitat que han fet dels professors i bombardinistes més famosos i respectats; a Gran Bretanya, Steven Mead i a Amèrica, el Dr. Brian Bowman. En els darrers anys, el model Yamaha YEP-842 ha guanyat molta popularitat gràcies a Adam Frey. Encara més recentment, Demondrae Thurman ha treballat amb Miraphone per desenvolupar un model nou anomenat Ambassador 5050. Altres models professionals de Bombardí que podem trobar arreu del món són: el Yamaha 642, el Hirsbrunner Standard, Exclusive i Stealth, el 'Sterling Virtuoso i el Meinl-Weston 451 i 551’. Un model que compren molts estudiants als Estats Units és el Yamaha YEP-321 i el platejat 321S, que té quatre pistons i no està compensat.

### Bombardí baríton
Des de fa temps hi ha hagut molta confusió en els Estats Units entre el bombardí’ i el bombardí baríton, ja que els fabricants de bombardí nord-americans anomenen als seus models professionals pel seu nom i als usats pels estudiants com bombardí barítons. Popularment es diu que l'instrument de tres vàlvules és el baríton i el de quatre vàlvules el bombardí. Això és conseqüència de la vella pràctica dels fabricants d'instruments de metall nord-americans d'anomenar bombardí als models professionals i baríton als models per a estudiants. Gustav Holst, en la primera versió impresa de la Primera Suite per la Banda Militar, fa servir dues partitures diferents per als dos instruments, un per cadascun. Les diferències entre el baríton i el bombardí són la grandària i l'amplària del trepant, el baríton és més petit i el seu trepant és més cilíndric mentre que el bombardí té un trepant més llarg, encara que tots dos fan notes en la sèrie harmònica de Si bemoll, i tots dos tenen un tub principal de 2,74 metres de llarg, el baríton té un trepant i una campana molt més petites, per tant és físicament més petit que el bombardí. El bombardí té un timbre més sòlid i greu. El bombardí és en si bemoll, igual que el bugle tenor i el bombardí baríton, però té un conjunt de tubs i un pavelló més amplis i, per tant, un timbre diferent, i disposa de quatre vàlvules en comptes de les tres del tenor, tot i que a vegades en pot tenir tres. La seva extensió amb quatre pistons és de tres octaves i mitja (mi -1 a si bemoll 3). És un típic instrument de banda, el paper del qual, en l'orquestra simfònica, el representen les tubes. Els noms: baríton (als països germànics), eufoni o euphonium (als països de l'àrea cultural anglosaxona) fan referència al mateix instrument: el bombardí.

## Història

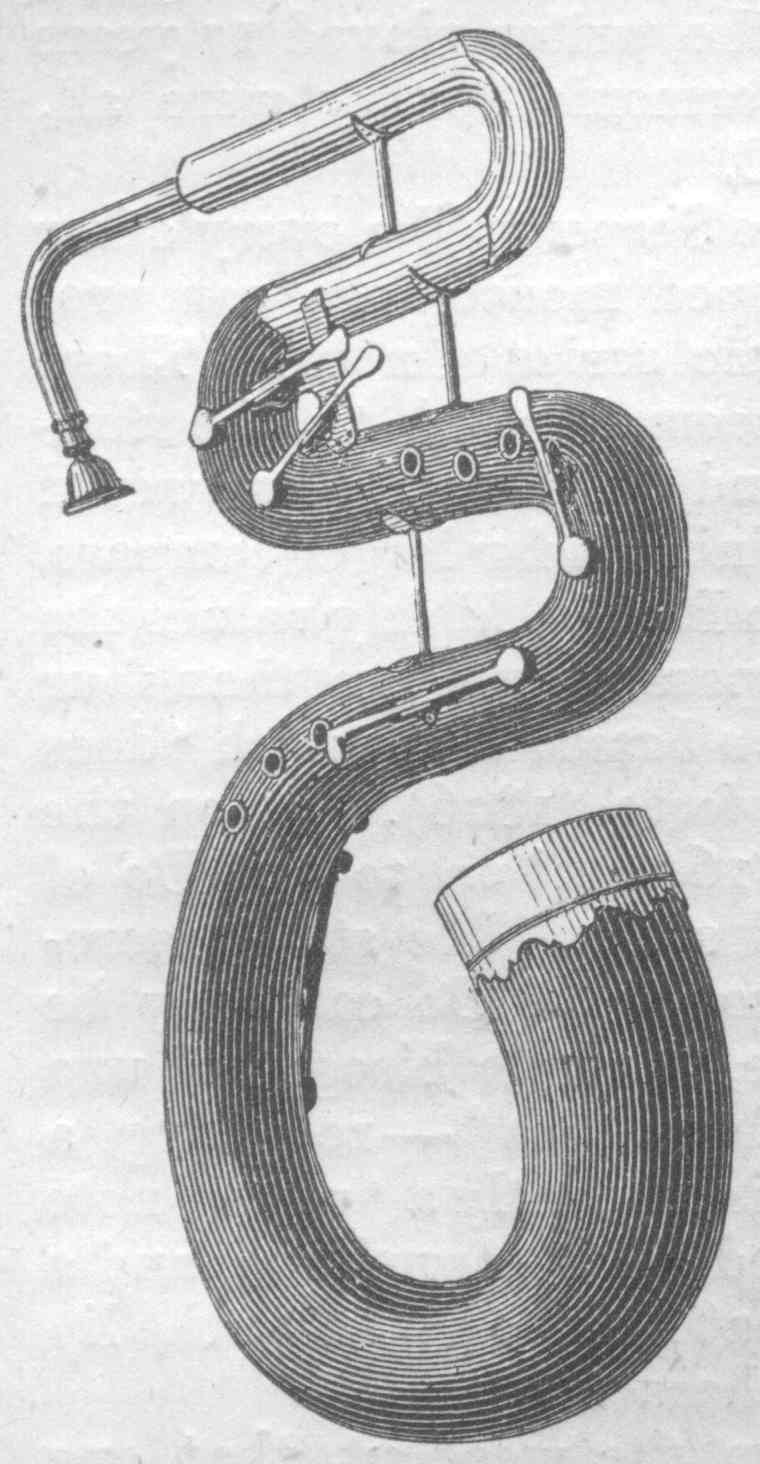
El serpentó, l'ancestre més vell de tots els instruments baixos de llautó

El bombardí ve de l'oficleide, i aquest ha evolucionat del serpentó. El descobriment d'un instrument de vent que fos útil i que pogués regular les masses de so va trigar una mica de temps. El serpentó es va fer servir al final del Renaixement però era difícil mantenir l'afinació i qualitat de so. Per això es va inventar l'oficieldo, que es va fer servir en bandes i orquestres durant unes quantes dècades. Feia servir un sistema de claus que estava millorat del serpentó però que feia que no tingués un bon so en el registre agut. El 1818 va haver-hi la invenció del sistema de pistons que va augmentar la facilitat per tocar els instruments de vent metall, això va fer que el bombardí ja estigués quasi inventat.
Es diu que el bombardí va ser inventat amb la descripció de "un bugle de canonada ampla del rang baríton" per Ferdinand Sommer de Weimar l'any 1843. Però també es pensa que Carl Mortizel 1838 i Adolphe Sax el 1843 el van idear. Encara que la família dels saxhorns i els’saxhorns de Sax van ser inventats al mateix temps i que el saxorn soto s'assemblava molt al bombardí, eren diferents. Els saxhorns eren de canonada cilíndrica. El euphoni al "estil britànic", el bombardí compensat, el va inventar David Blakley el 1874 i s'ha fet servir a Gran Bretanya des de llavors sense fer-se gaires modificacions.

### Bombardí de doble acampanat

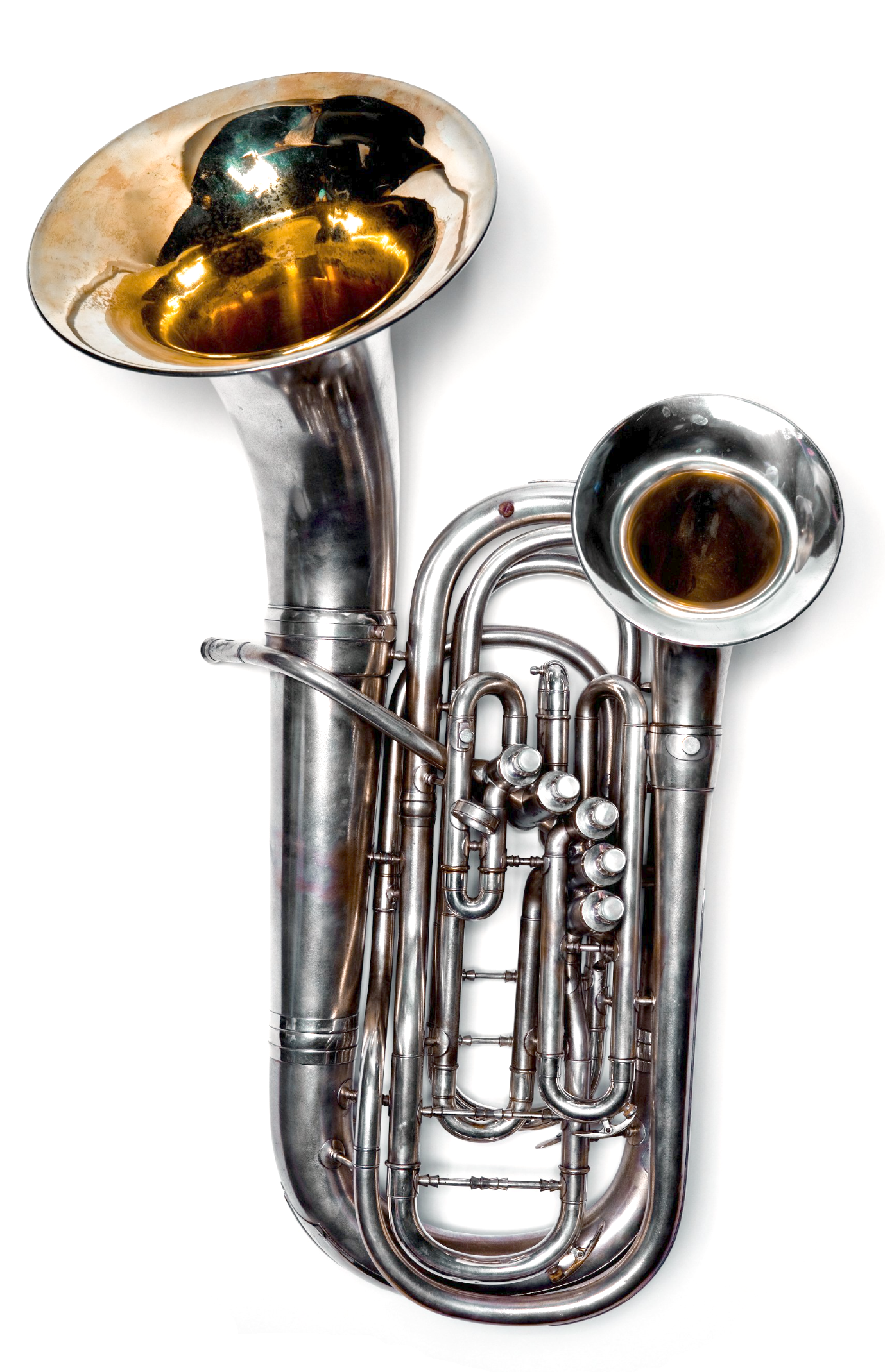
Bombardí de doble acampanat per Conn

És un tipus de bombardí exclusiu dels estats units. Aquest tipus de bombardí té una campana petita afegida a la campana principal: el jugador podria canviar les campanes per certs passatges o fins i tot en notes individuals mitjançant l'ús d'una vàlvula addicional situada a la mà esquerra. Aparentment, la campana esquerra tenia la intenció de simular el so d'un trombó (era cilíndrica de diàmetre interior) i amb aquesta doble campana s'aconseguien sons que amb el bombardí normal eren impossibles. La diferència en el so i el timbre eren evidents per l'oient, però no eren útils del tot. Harry Whittier de la banda de Patrick S. Glimore va introduir aquest instrument l'any 1888 i va ser utilitzat tant a l'escola com a les bandes durant diverses dècades. Harols Brasch, un bombardinista famós, va portar el bombardí compensador de Gran Bretanya als Estats Units. Tot i així, aquest tipus de bombardí no és usual ni comú de tocar entre els bombardinistes. Només se'l coneix per la cançó "setanta-sis trombons" el musical de la ‘’Music Man'’ escrit per Meredith Willson.

## Paper a la banda
El bombardí històricament ha sigut exclusivament un instrument de banda (ni en orquestra o instrument de jazz) i d'acompanyant, no com a solista. A causa d'això, el bombardí s'ha anomenat "el rei dels instruments de la banda" o el "violoncel de la banda", per la seva similitud en el timbre i el paper que fa amb el violoncel (cello). Els bombardins tenen peces importants en marxes (com les de John Philip Sousa) i en la música de banda de tradició britànica. El bombardí també pot trobar-se en bandes de música, tot i que normalment se'l substitueix pel baríton de marxa (té un timbre similar i pistons, com una trompeta). El bombardí de marxa, similar al baríton de marxa, encara que molt més gran, s'utilitza només com a acompanyant, no com a solista, excepte en alguns casos. Segons el fabricant, el pes d'aquest instrument és molt i requereix força i pràctica per tocar-lo mentres es camina.
Per aquesta pràctica es necessita un bombardí especial. Les marques que més destaquen per aquests tipus de bombardí són la Júpiter o Yamaha. Aquest bombardí té la mateixa forma que una trompeta però amb una mida més considerable i amb un timbre més greu.
Un altre paper que pot fer el bombardí és dins del quintet de metalls, on fa la veu de tenor. La majoria de les bandes arreu del món del servei militar inclouen un quartet de tuba- bombardí format per dues tubes i dos bombardins.

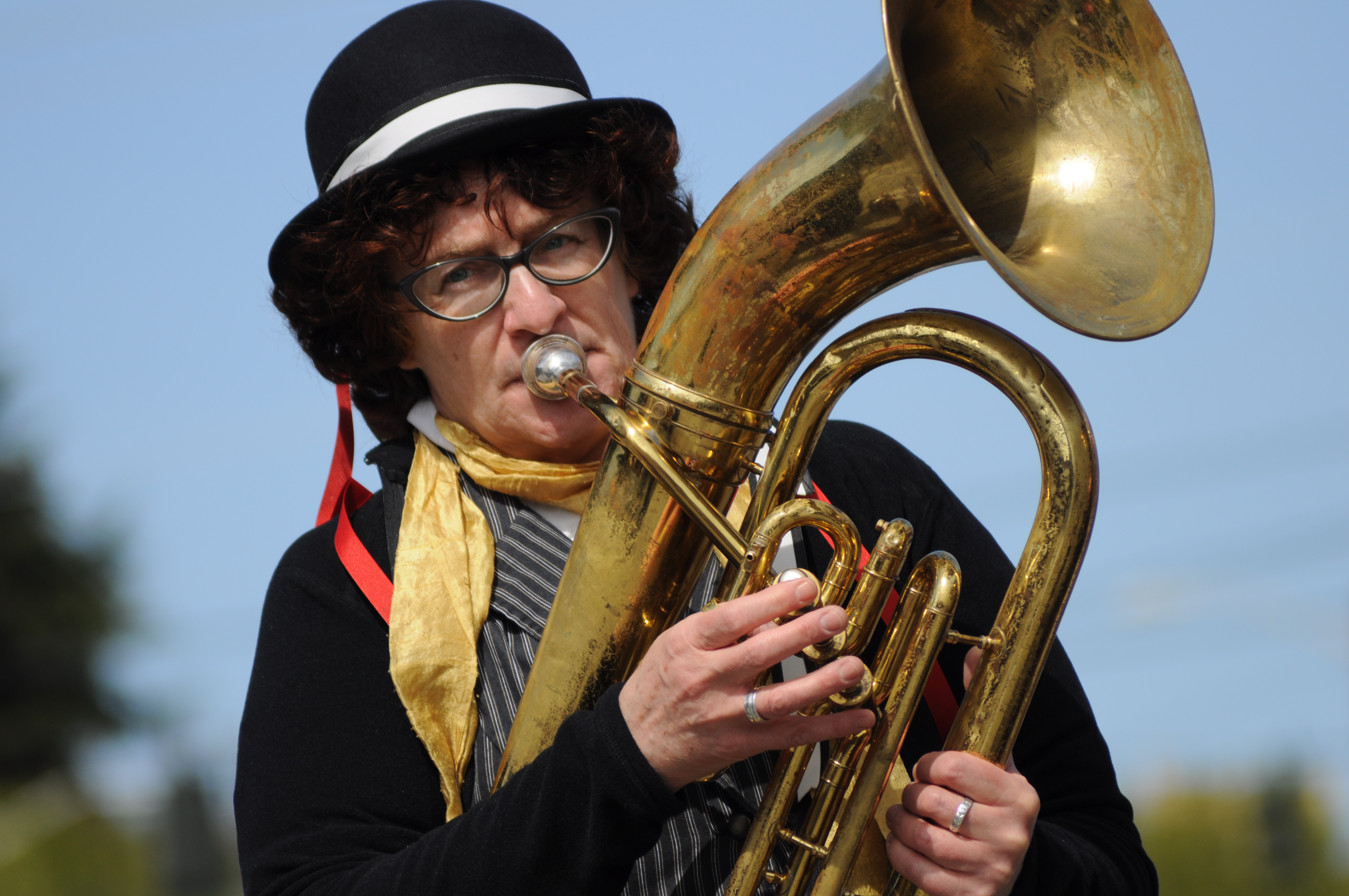
Honk Fest West 2010-296

El bombardí és difícil de trobar en les orquestres simfòniques, però, tot i així hi ha unes quantes obres del romanticisme en què els compositors van escriure peces per bombardí dins de l'orquestra (en particular, "Els Planetes" de la Holst Suite, hi apareixen solos de baríton i bombardí). El bombardí, al principi, no era part de la banda de jazz estàndard, però degut a les seva àmplia gamma i a les característiques de l'instrument el fa adequat per un paper de solista de jazz. El bombardí també pot duplicar la part del trombó en una banda de jazz. A causa de l'escassetat de papers que pot tenir el bombardí, els bombardinistes no tenen oportunitats d'ocupació en cap orquestra important. Sovint els bombardinistes universitaris han d'obtindre un postgrau i ensenyar en el nivell universitari. En la resta de serveis (com bandes importants o serveis militars) les places pels bombardinistes són poques i el nombre de llocs de bombardí a les bandes és petit. Per tant, d'ofertes de treball n'hi ha poques, i per tenir un lloc com a solista s'ha de ser un bombardinista molt hàbil. A Gran Bretanya, en canvi, els millors bombardinistes tenen més probabilitats de trobar un lloc en una banda de música, ja que és un instrument bàsic a les bandes de música britàniques. Cada banda requereix dos bombardins (principal i segon).

## Bombardinistes
El món del bombardí és més freqüent del que es pensa comunament i hi ha hagut molt bombardinistes notables en la història de l'instrument. Tradicionalment, les tres principals escoles d'Euphonium s'han dividit en tres països: Americans, Britànics i Japonesos. Actualment els que es vulguin dedicar a tocar aquest instrument poden aprendre aquest art específic en molts altres països arreu del món. A continuació hi ha una llista amb els bombardinistes més famosos i influents en els seus països i les contribucions al món d'aquest instrument que són moltes en termes de gravacions, com en comissions, pedagogia i un major coneixement de l'instrument

### Gran Bretanya
- Alfred James Phasey (1834-1888) Artista anglès que tocava el baríton i l'euphonium. Va modificar la perforació del bombardí baríton, precursor del baríton amb banya, per ampliar i fer-lo més ressonant creant així el primer euphonium. Va ser popular com a intèrpret i autor d'un mètode d'ensenyament per a principis dels instruments de llautor tenors.
- Steven Mead, va ser un solista del bombardí Anglès i professor al Royal Northern College of Music és conegut internacionalment per avançar en el so euphonium britànic.
- David Thornton, bombardinista i director de la Banda Negre Dyke i estudiant de Steven Mead és famós per haver guanyat diversos concursos internacionals de prestigi i promoure el so de l'euphoni britànic a través de les cançons gravades.

### Estats Units
- Simone Mantia (1873-1951), va ser un artista italià/americà, virtuós amb el bombardí, el baríton i el trombó. Va tocar com a solista amb la Sousa i les bandes Pryor i Mantia va ser el primer bombardinista virtuós. És conegut per gravar i popularitzar aquest instrument no orquestral als Estats Units.
- Leonard Falcone (1899-1985), nascut a Itàlia, tocava el baríton americà i el bombardí. Va ser solista, arranjador, professor, director de Bandes a la Michigan State University, i professor de molts bombardinistes coneguts. Falcone va avançar un estil operístic baríton apassionat i és el que dona nom a the Leonard Falcone International Tuba and Euphonium Festival, el festival més prestigiós del bombardí als Estats Units.
- Arthur W. Lehman, (1917-2009), artista americà, euphonista solista i autor d'obres conegut com a 'Art', artista. És conegut per l'obre "L'Art de Bombardí". Va ser un estudiant de Haroold Brasch i Mantia Simone i va proposar el concepte d'un so ressonant ric sense vibrato per primera vegada.
- Brian Bowman, artista americà i solista del bombardí. Va tocar a la Banda de Marina dels EUAi a la Banda de la Força Aèria dels EUA. Actualment és professor de bombardí a la universitat de North Texas, coeditor del Mètode Arban per a trombó i bombardí. Bowman va innovar un so britànic suau amb profunda passió, que es van escoltar en els enregistraments de Falcone. Va convertir-se en el millor artista nord-americà conegut del S.20 a través de la gravació, la docència i el primer recital al Carnegie Hall de bombardí.

### Japó
- Toru Miura, professor de bombardí a l'Escola de Música Kunitachi, solista i metge. Va ser guardonat amb un premi a la trajectòria per l'Associació Internacional de Tuba i Euphonium (abans TUBA) pel seu paper en la promoció de l'instrument.

### Espanya
- Javier del Ferrer (1968-actualitat), artista català i solista del bombardí. Va tocar a la Banda de Marina dels EUA, a la Banda de la Força Aèria dels EUA i a l'Espiga d'Or, com a membre d'honor.

## Repertori
El repertori pel bombardí consisteix en repertoris de solo o les peces escrites per la banda. Des de la seva invenció el 1843, el bombardí sempre ha tingut un paper important en els conjunts, però la literatura d'aquest instrument és escassa fins als anys 60. Des de llavors, però, l'amplada i la profunditat del repertori pel bombardí ha augmentat.
Actualment, s'han produït un nombre de noves peces i el desenvolupament de repertori gràcies al fet que grans autors han promocionat l'instrument i l'han fet famós.
Després de la seva invenció, estava clar que el bombardí, comparat amb els instruments dels quals prové (la serp i l'oficleide) tenia un so més ric i agradable, que era flexible tant en la qualitat del so com en l'entonació i que podia sonar bé amb una gran varietat de conjunts. Aquestes característiques van fer que guanyés popularitat entre els compositors i directors d'orquestra com a instrument solista principal en la configuració de la banda de metall, especialment a Gran Bretanya. Alguns compositors Americans també van començar a escriure repertori per a bombardí per la banda entre els anys 1930 i 1940, van continuar la tradició britànica van fer servir el bombardí com a instrument solista. Això no vol dir que els compositors valorin el bombardí per les seves capacitats líriques, el valoren per totes les capacitats com la d'acompanyament. És per això que a vegades el bombardí és anomenat "home orquestra"
Però actualment, el bombardí, degut a les seves dimensions se substitueix per la tuba Wegener, ja que per aquesta hi ha més peces escrites.